# Open arctique
L'Open de Finlande ou Artic Open (connu jusqu'en 2013 sous le nom de Finnish International puis Finnish Open depuis 2014) est un tournoi international de badminton organisé en Finlande depuis 1990. 

## Historique
Le tournoi a été interrompu à plusieurs reprises : en 1994, 1995 et entre 1997 et 2001. En 2013, il a eu lieu pour la quatrième fois à l'Energia Areena de Vantaa. En 2014, un second tournoi international est lancé en Finlande, ce qui pousse le tournoi à changer son nom en Finnish Open. 
À partir de 2023, il intègre le circuit mondial BWF World Tour de la BWF en catégorie Super 500 et est renommé Arctic Open à cette occasion.

## Palmarès
| Année                    | Simple hommes                                        | Simple dames                                         | Double hommes                                        | Double dames                                         | Double mixte                                         |
| ------------------------ | ---------------------------------------------------- | ---------------------------------------------------- | ---------------------------------------------------- | ---------------------------------------------------- | ---------------------------------------------------- |
| 1990                     | Morten Frost                                         | Pernille Nedergaard                                  | Imay Hendra Bagus Setiadi                            | Christine Magnusson Maria Bengtsson                  | Thomas Lund Pernille Dupont                          |
| 1991                     | Liu Jun                                              | Tang Jiuhong                                         | Chen Kang Chen Hongyong                              | Nettie Nielsen Gillian Clark                         | Henrik Svarrer Maria Bengtsson                       |
| 1992                     | Poul-Erik Høyer Larsen                               | Pernille Nedergaard                                  | Peter Axelsson Pär-Gunnar Jönsson                    | Lisbet Stuer-Lauridsen Marlene Thomsen               | Jan Paulsen Fiona Elliott                            |
| 1993                     | Peter Espersen                                       | Camilla Martin                                       | Christian Jakobsen Henrik Svarrer                    | Marlene Thomsen Camilla Martin                       | Jan-Eric Antonsson Astrid Crabo                      |
| 1994-1995                | Pas de tournoi organisé                              | Pas de tournoi organisé                              | Pas de tournoi organisé                              | Pas de tournoi organisé                              | Pas de tournoi organisé                              |
| 1996                     | Rikard Magnusson                                     | Joanne Muggeridge                                    | Ian Pearson James Anderson                           | Kelly Morgan Joanne Muggeridge                       | James Anderson Emma Chaffin                          |
| 1997-2001                | Pas de tournoi organisé                              | Pas de tournoi organisé                              | Pas de tournoi organisé                              | Pas de tournoi organisé                              | Pas de tournoi organisé                              |
| 2002                     | Kasperi Salo                                         | Anu Weckström                                        | Evgenij Isakov Andrei Zholobov                       | Elin Bergblom Johanna Persson                        | Konstantin Dobrev Petya Nedelcheva                   |
| 2003                     | Kasperi Salo                                         | Huaiwen Xu                                           | Victor Maljutin Mikhail Kell                         | Kamila Augustyn Nadieżda Kostiuczyk                  | Thomas Laybourn Julie Houmann                        |
| 2004                     | Hidetaka Yamada                                      | Jiang Yanmei                                         | Evgenij Isakov Sergey Ivlev                          | Neli Boteva Petya Nedelcheva                         | Andrei Konakh Olga Konon                             |
| 2005                     | Joachim Persson                                      | Susan Hughes                                         | Henrik Andersson Fredrik Bergström                   | Sandra Marinello Kathrin Piotrowski                  | Robert Mateusiak Nadieżda Kostiuczyk                 |
| 2006                     | Joachim Persson                                      | Petra Overzier                                       | Jonas Rasmussen Peter Steffensen                     | Ekaterina Ananina Anastasia Russkikh                 | Jonas Rasmussen Britta Andersen                      |
| 2007                     | Joachim Persson                                      | Li Wenyan                                            | Frédéric Mawet Wouter Claes                          | Mie Schjøtt-Kristensen Christinna Pedersen           | Tim Dettmann Annekatrin Lillie                       |
| 2008                     | Martin Bille Larsen                                  | Elizabeth Cann                                       | Fran Kurniawan Rendra Wijaya                         | Lena Frier Kristiansen Kamilla Rytter Juhl           | Fran Kurniawan Shendy Puspa Irawati                  |
| 2009                     | Peter Mikkelsen                                      | Juliane Schenk                                       | Chen Hung-ling Lin Yu-lang                           | Valeria Sorokina Nina Vislova                        | Vitalij Durkin Nina Vislova                          |
| 2010                     | Raul Must                                            | Anastasia Prokopenko                                 | Sébastien Vincent Laurent Constantin                 | Barbara Matias Élisa Chanteur                        | Mikkel Delbo Larsen Mie Schjøtt-Kristensen           |
| 2011                     | Pas de tournoi organisé                              | Pas de tournoi organisé                              | Pas de tournoi organisé                              | Pas de tournoi organisé                              | Pas de tournoi organisé                              |
| 2012                     | Rajiv Ouseph                                         | Yao Jie                                              | Vladimir Ivanov Ivan Sozonov                         | Alexandra Bruce Michelle Li                          | Chris Adcock Imogen Bankier                          |
| 2013                     | Rajiv Ouseph                                         | Carolina Marín                                       | Nelson Heg Teo Ee Yi                                 | Imogen Bankier Petya Nedelcheva                      | Anders Skaarup Rasmussen Lena Grebak                 |
| 2014                     | Emil Holst                                           | Line Kjærsfeldt                                      | Kim Astrup Anders Skaarup Rasmussen                  | Line Damkjær Kruse Marie Røpke                       | Anders Skaarup Rasmussen Lena Grebak                 |
| 2015                     | Vladimir Malkov                                      | Beatriz Corrales                                     | Andrew Ellis Peter Mills                             | Heather Olver Lauren Smith                           | Anatoliy Yartsev Evgeniya Kosetskaya                 |
| 2016                     | Kanta Tsuneyama                                      | Anna Thea Madsen                                     | Mathias Christiansen David Daugaard                  | Misato Aratama Akane Watanabe                        | Mathias Christiansen Lena Grebak                     |
| 2017                     | Rasmus Gemke                                         | Shiori Saito                                         | Liao Min-chun Su Cheng-heng                          | Misato Aratama Akane Watanabe                        | Tseng Min-hao Hu Ling-fang                           |
| 2018                     | Leong Jun Hao                                        | Gregoria Mariska Tunjung                             | Akbar Bintang Cahyono Muhammad Reza Pahlevi Isfahani | Asumi Kugo Megumi Yokoyama                           | Alfian Eko Prasetya Marsheilla Gischa Islami         |
| 2019                     | Kunlavut Vitidsarn                                   | Julie Dawall Jakobsen                                | Muhammad Shohibul Fikri Bagas Maulana                | Erina Honda Nozomi Shimizu                           | Rehan Naufal Kusharjanto Lisa Ayu Kusumawati         |
| 2020 2021 2022           | Éditions annulées à cause de la pandémie de Covid-19 | Éditions annulées à cause de la pandémie de Covid-19 | Éditions annulées à cause de la pandémie de Covid-19 | Éditions annulées à cause de la pandémie de Covid-19 | Éditions annulées à cause de la pandémie de Covid-19 |
| BWF World Tour Super 500 |                                                      |                                                      |                                                      |                                                      |                                                      |
| 2023                     | Lee Zii Jia                                          | Han Yue                                              | Kim Astrup Anders Skaarup Rasmussen                  | Liu Shengshu Tan Ning                                | Feng Yanzhe Huang Dongping                           |
| 2024                     | Chou Tien-chen                                       | Han Yue                                              | Goh Sze Fei Nur Izzudin                              | Liu Shengshu Tan Ning                                | Feng Yanzhe Huang Dongping                           |